# Floorball-Bundesliga 2023/24
Die Floorball-Bundesliga 2023/24 ist die 30. Spielzeit um die deutsche Floorball-Meisterschaft auf dem Großfeld der Herren. Die Saison begann am 9. September 2023 und die Vorrunde endete am 18. Februar 2024. Als Titelverteidiger ging der UHC Sparkasse Weißenfels in die Saison.

## Teilnehmende Mannschaften
- UHC Sparkasse Weißenfels (Meister und Pokalsieger)
- MFBC Leipzig (Vorrundenerster)
- DJK Holzbüttgen
- Berlin Rockets
- ETV Piranhhas Hamburg
- TV Schriesheim
- VfL Red Hocks Kaufering
- Floor Fighters Chemnitz
- SSF Dragons Bonn
- Red Devils Wernigerode
- Unihockey Igels Dresden
- Floorball-Club München (Aufsteiger)

## Modus
In der Vorrunde spielt jedes Team jeweils zweimal (Hin- und Rückspiel) gegen jedes andere.
Die Viertelfinals der Playoffs sowie die Halbfinals der Playdowns finden im Modus Best-of-Three statt. Die Halbfinals und das Finale der Playoffs sowie das Finale der Playdowns finden im Modus Best-of-Five statt. Bei Spielen im Modus Best-of-Three haben die besser platzierten Teams der Vorrunde in den Spielen 2 und 3 Heimrecht, das schlechter platzierte Team der Vorrunde in Spiel 1. Bei Spielen im Modus Best-of-Five haben die besser platzierten Teams der Vorrunde in den Spielen 1, 4 und 5 Heimrecht, die schlechter platzierten Teams in den Spielen 2 und 3. Das Spiel um Platz 3 wird im Modus Best-of-One ausgetragen – das besser platzierte Team der Vorrunde hat Heimrecht.
Dadurch spielen zunächst der 1. gegen den 8., der 2. gegen den 7., der 3. gegen den 6. und der 4. gegen den 5. gegeneinander. Im Halbfinale treten dann der Sieger aus VF1 gegen den aus VF4 und der aus VF2 gegen den aus VF3 gegeneinander an. In der Final-Serie wird dann schließlich der deutschen Floorball-Meister ermittelt.

Die Play-down-Teilnehmer spielen ebenfalls gekreuzt gegeneinander. Die Gewinner der Halbfinals halten die Klasse. Der Verlierer der Finalserie der Playdowns stieg direkt in die 2. FBL ab. Der Sieger der Finalserie spielte gegen das zweitbestplatzierte aufstiegsberechtigte Team der Playoffs der 2. FBL Herren in der Relegation.

## Hauptrunde
| Pl. | Verein                            | Sp. | S  | U | N  | SDS | SDN | Tore    | Diff. | Pkt. |
| --- | --------------------------------- | --- | -- | - | -- | --- | --- | ------- | ----- | ---- |
| 01. | UHC Sparkasse Weißenfels 1 (M, P) | 22  | 15 | 0 | 2  | 0   | 5   | 166:111 | +55   | 47   |
| 02. | MFBC Leipzig (V)                  | 22  | 13 | 0 | 6  | 2   | 1   | 156:118 | +38   | 44   |
| 03. | ETV Piranhhas Hamburg             | 22  | 12 | 0 | 7  | 0   | 3   | 153:113 | +41   | 39   |
| 04. | Floor Fighters Chemnitz           | 22  | 12 | 0 | 9  | 1   | 0   | 153:147 | +6    | 38   |
| 05. | DJK Holzbüttgen                   | 22  | 10 | 0 | 9  | 2   | 1   | 131:137 | −6    | 35   |
| 06. | Unihockey Igels Dresden           | 22  | 9  | 0 | 10 | 3   | 0   | 105:100 | +5    | 33   |
| 07. | SSF Dragons Bonn                  | 22  | 11 | 0 | 11 | 0   | 0   | 144:149 | −5    | 33   |
| 08. | Berlin Rockets                    | 22  | 9  | 1 | 10 | 1   | 1   | 128:129 | −1    | 31   |
| 09. | Red Devils Wernigerode R          | 22  | 8  | 1 | 11 | 1   | 1   | 134:157 | −23   | 28   |
| 10. | TV Schriesheim                    | 22  | 5  | 1 | 11 | 4   | 1   | 133:160 | −27   | 25   |
| 11. | Floorball-Club München 1 (N)      | 22  | 7  | 1 | 13 | 1   | 0   | 124:153 | −29   | 21   |
| 12. | VfL Red Hocks Kaufering           | 22  | 4  | 0 | 16 | 0   | 2   | 098:151 | −53   | 14   |

(M) – Meister, Titelverteidiger 2022/23

(P) – Pokalsieger 2022/23

(V) – Vorrundenerster 2022/23

(N) – Neuzugang, Aufsteiger aus der 2. Bundesliga 2022/23

## Play-Offs
|  | Viertelfinale best of 3 | Viertelfinale best of 3  | Viertelfinale best of 3 |  |  | Halbfinale best of 5 | Halbfinale best of 5     | Halbfinale best of 5 |  |  | Finale best of 5           | Finale best of 5           | Finale best of 5           |
|  |                         |                          |                         |  |  |                      |                          |                      |  |  |                            |                            |                            |
|  | 1                       | UHC Sparkasse Weißenfels | 2                       |  |  |                      |                          |                      |  |  |                            |                            |                            |
|  | 8                       | Berlin Rockets           | 0                       |  |  |                      |                          |                      |  |  |                            |                            |                            |
|  |                         |                          |                         |  |  | 1                    | UHC Sparkasse Weißenfels | 3                    |  |  |                            |                            |                            |
|  |                         |                          |                         |  |  | 4                    | Floor Fighters Chemnitz  | 1                    |  |  |                            |                            |                            |
|  | 4                       | Floor Fighters Chemnitz  | 2                       |  |  |                      |                          |                      |  |  |                            |                            |                            |
|  | 5                       | DJK Holzbüttgen          | 1                       |  |  |                      |                          |                      |  |  |                            |                            |                            |
|  |                         |                          |                         |  |  |                      |                          |                      |  |  | 1                          | UHC Sparkasse Weißenfels   | 3                          |
|  |                         |                          |                         |  |  |                      |                          |                      |  |  | 3                          | ETV Piranhhas Hamburg      | 2                          |
|  | 3                       | ETV Piranhhas Hamburg    | 2                       |  |  |                      |                          |                      |  |  |                            |                            |                            |
|  | 6                       | Unihockey Igels Dresden  | 0                       |  |  |                      |                          |                      |  |  |                            |                            |                            |
|  |                         |                          |                         |  |  | 2                    | MFBC Leipzig             | 1                    |  |  |                            |                            |                            |
|  |                         |                          |                         |  |  | 3                    | ETV Piranhhas Hamburg    | 3                    |  |  | Spiel um Platz 3 best of 1 | Spiel um Platz 3 best of 1 | Spiel um Platz 3 best of 1 |
|  | 2                       | MFBC Leipzig             | 2                       |  |  |                      |                          |                      |  |  | 2                          | MFBC Leipzig               | 11                         |
|  | 7                       | SSF Dragons Bonn         | 0                       |  |  |                      |                          |                      |  |  | 4                          | Floor Fighters Chemnitz    | 6                          |

### Viertelfinale
Viertelfinale 1
| 2. März 2024 18:00 Uhr |  | Berlin Rockets | 2:9 (1:4, 1:1, 0:4) Spielbericht | UHC Sparkasse Weißenfels | Sporthalle Havelland-Grundschule, Berlin Zuschauer: 95 |

| 9. März 2024 16:30 Uhr |  | UHC Sparkasse Weißenfels | 8:4 (2:2, 1:1, 5:1) Spielbericht | Berlin Rockets | Stadthalle Weißenfels, Weißenfels Zuschauer: 216 |

| 10. März 2024 16:00 Uhr |  | UHC Sparkasse Weißenfels | entfällt | Berlin Rockets | Stadthalle Weißenfels, Weißenfels |

Viertelfinale 2
| 3. März 2024 16:00 Uhr |  | DJK Holzbüttgen | 3:6 (0:2, 2:3, 1:1) Spielbericht | Floor Fighters Chemnitz | Stadtparkhalle, Kaarst Zuschauer: 274 |

| 9. März 2024 18:00 Uhr |  | Floor Fighters Chemnitz | 6:10 (2:3, 2:4, 2:3) Spielbericht | DJK Holzbüttgen | Schlossteichhalle, Chemnitz Zuschauer: 482 |

| 10. März 2024 16:00 Uhr |  | Floor Fighters Chemnitz | 6:5 (2:0, 2:1, 2:4) Spielbericht | DJK Holzbüttgen | Schlossteichhalle, Chemnitz Zuschauer: 322 |

Viertelfinale 3
| 3. März 2024 16:00 Uhr |  | Unihockey Igels Dresden | 4:6 (2:3, 0:1, 2:2) Spielbericht | ETV Piranhhas Hamburg | Hans-Erlwein-Gymnasium, Dresden Zuschauer: 84 |

| 9. März 2024 18:00 Uhr |  | ETV Piranhhas Hamburg | 13:4 (3:0, 6:2, 4:2) Spielbericht | Unihockey Igels Dresden | Sporthalle Hoheluft, Hamburg Zuschauer: 241 |

| 10. März 2024 13:00 Uhr |  | ETV Piranhhas Hamburg | entfällt | Unihockey Igels Dresden | Schulzentrum Lühe, Steinkirchen |

Viertelfinale 4
| 2. März 2024 18:00 Uhr |  | SSF Dragons Bonn | 4:8 (3:2, 0:2, 1:4) Spielbericht | MFBC Leipzig | Sportpark Nord, Bonn Zuschauer: 337 |

| 9. März 2024 18:00 Uhr |  | MFBC Leipzig | 10:6 (2:2, 3:1, 5:3) Spielbericht | SSF Dragons Bonn | Brüderstraße, Leipzig Zuschauer: 152 |

| 10. März 2024 15:00 Uhr |  | MFBC Leipzig | entfällt | SSF Dragons Bonn | Sporthalle am Rabet, Leipzig |

### Halbfinale
Halbfinale 1
| 17. März 2024 16:00 Uhr |  | UHC Sparkasse Weißenfels | 8:1 (5:0, 1:0, 2:1) Spielbericht | Floor Fighters Chemnitz | Stadthalle Weißenfels, Weißenfels Zuschauer: 395 |

| 23. März 2024 18:00 Uhr |  | Floor Fighters Chemnitz | 9:8 n. V. (4:4, 2:2, 2:2, 1:0) Spielbericht | UHC Sparkasse Weißenfels | Richard-Hartmann-Halle, Chemnitz Zuschauer: 507 |

| 24. März 2024 16:00 Uhr |  | Floor Fighters Chemnitz | 5:9 (0:5, 1:2, 4:2) Spielbericht | UHC Sparkasse Weißenfels | Richard-Hartmann-Halle, Chemnitz |

| 30. März 2024 18:00 Uhr |  | UHC Sparkasse Weißenfels | 6:4 (2:1, 2:0, 2:3) Spielbericht | Floor Fighters Chemnitz | Sporthalle West, Weißenfels Zuschauer: 298 |

| 31. März 2024 16:00 Uhr |  | UHC Sparkasse Weißenfels | entfällt | Floor Fighters Chemnitz | Stadthalle Weißenfels, Weißenfels |

Halbfinale 2
| 17. März 2024 13:00 Uhr |  | MFBC Leipzig | 3:8 (0:3, 0:1, 3:4) Spielbericht | ETV Piranhhas Hamburg | Brüderstraße, Leipzig Zuschauer: 163 |

| 23. März 2024 18:00 Uhr |  | ETV Piranhhas Hamburg | 6:5 n. V. (2:0, 2:3, 1:2, 1:0) Spielbericht | MFBC Leipzig | Sporthalle Hoheluft, Hamburg Zuschauer: 181 |

| 24. März 2024 16:00 Uhr |  | ETV Piranhhas Hamburg | 4:5 n. PS. (1:3, 2:1, 1:0, 0:0, 0:1) Spielbericht | MFBC Leipzig | Sporthalle Hoheluft, Hamburg Zuschauer: 193 |

| 30. März 2024 16:00 Uhr |  | MFBC Leipzig | 3:7 (1:2, 1:1, 1:4) Spielbericht | ETV Piranhhas Hamburg | Brüderstraße, Leipzig Zuschauer: 225 |

| 31. März 2024 16:00 Uhr |  | MFBC Leipzig | entfällt | ETV Piranhhas Hamburg | Brüderstraße, Leipzig |

### Spiel um Platz 3
| 6. April 2024 17:00 Uhr |  | MFBC Leipzig | 11:6 (4:2, 2:1, 5:3) Spielbericht | Floor Fighters Chemnitz | Brüderstraße, Leipzig Zuschauer: 212 |

### Finale
| 7. April 2024 16:00 Uhr | T. Galetzka / T. Köstler | UHC Sparkasse Weißenfels | 7:5 (2:0, 1:3, 4:2) Spielbericht | ETV Piranhhas Hamburg | Stadthalle, Weißenfels Zuschauer: 488 |

| 13. April 2024 18:00 Uhr | K. Moors / M. Siljamo | ETV Piranhhas Hamburg | 6:3 (0:0, 2:2, 4:1) Spielbericht | UHC Sparkasse Weißenfels | Sporthalle Hoheluft, Hamburg Zuschauer: 402 |

| 14. April 2024 16:00 Uhr | T. Galetzka / T. Köstler | ETV Piranhhas Hamburg | 4:8 (0:2, 1:3, 3:3) Spielbericht | UHC Sparkasse Weißenfels | Sporthalle Hoheluft, Hamburg Zuschauer: 382 |

| 20. April 2024 18:00 Uhr | T. Köstler / S. Ehebrecht | UHC Sparkasse Weißenfels | 4:9 (2:3, 2:1, 0:5) Spielbericht | ETV Piranhhas Hamburg | Stadthalle, Weißenfels Zuschauer: 758 |

| 21. April 2024 16:00 Uhr | T. Schnelle / S. Liers | UHC Sparkasse Weißenfels | 7:4 (2:0, 1:2, 4:2) Spielbericht | ETV Piranhhas Hamburg | Stadthalle, Weißenfels Zuschauer: 735 |

## Play-Downs
Aufgrund des Rückzuges aus der 1. FBL zur kommenden Saison der Red Devils Wernigerode entfällt das Halbfinale der Play-downs. Dadurch hielt der TV Schriesheim direkt die Spielklasse. Die beiden letztplatzierten Floorball-Club München und VfL Red Hocks Kaufering spielen zunächst gegeneinander. Der Gewinner verweilt in der Liga. Der Verlierer spielt gegen das zweitbeste aufstiegswillige Team der 2. FBL um den letzten verbliebenen Platz der Floorball-Bundesliga 2024/25.
|  | Finale | Finale                  | Finale | Finale | Finale |  |  | Relegation | Relegation             | Relegation | Relegation | Relegation |
|  |        |                         |        |        |        |  |  |            |                        |            |            |            |
|  |        |                         |        |        |        |  |  | 2-3        | SC DHfK Leipzig        | 4          | 2          | –          |
|  | 9      | Floorball-Club München  | 9V     | 7      | 2      |  |  | 9          | Floorball-Club München | 6          | 4          | –          |
|  | 10     | VfL Red Hocks Kaufering | 8      | 8      | 8      |  |  |            |                        |            |            |            |

V Sieg in der Overtime

PS Sieg nach dem Penalty-Shoutout

### Finale
| 17. März 2024 16:00 Uhr |  | VfL Red Hocks Kaufering | 8:9 n. V. (2:1, 4:1, 2:6, 0:1) Spielbericht | Floorball-Club München | Sportzentrum Kaufering, Kaufering Zuschauer: 426 |

| 30. März 2024 17:30 Uhr |  | Floorball-Club München | 7:8 (2:3, 1:3, 4:2) Spielbericht | VfL Red Hocks Kaufering | Bildungscampus Riem, München Zuschauer: 267 |

| 31. März 2024 14:30 Uhr |  | Floorball-Club München | 2:8 (0:1, 0:2, 2:5) Spielbericht | VfL Red Hocks Kaufering | Bildungscampus Riem, München Zuschauer: 240 |

### Relegation
| 18. Mai 2024 17:30 Uhr | T. Galetzka / S. Ehebrecht | Floorball-Club München | 6:4 (0:1, 3:1, 3:2) Spielbericht | SC DHfK Leipzig | Sporthalle Berufsschule ALS 3, München Zuschauer: 197 |

| 25. Mai 2024 19:00 Uhr | D. Matijasevic / N. Wangnet | SC DHfK Leipzig | 2:4 (1:1, 0:2, 1:1) Spielbericht | Floorball-Club München | Gerda-Taro-Schule, Leipzig Zuschauer: 149 |

| 26. Mai 2024 16:00 Uhr | T. Galetzka / T. Köstler | SC DHfK Leipzig | entfallen | Floorball-Club München | Sporthalle am Rabet, Leipzig |